# Bäcklandet (Kumlinge, Åland)
Bäcklandet är en ö i Åland (Finland). Den ligger i Skärgårdshavet och i kommunen Kumlinge i landskapet Åland, i den sydvästra delen av landet. Ön ligger omkring 49 kilometer nordöst om Mariehamn och omkring 240 kilometer väster om Helsingfors.
Öns area är 11,9 hektar och dess största längd är 500 meter i öst-västlig riktning.